# ベリタス (学習塾)
ベリタスは、東京都町田市を本拠とする学習塾。

## 概要
現在、町田駅前教室・金井教室・原町田教室を展開。本部は、金井教室内にあり、「ベリタス本部」と名乗っている。
対象は、小学1年生～高校3年生。地域密着型の学習塾である。